# Гуйсі
Гуйсі (кит. спр. 贵溪市, піньїнь: Guìxī Shì) — місто-повіт на сході Цзянсі, складова міста Їнтань.

## Географія
Гуйсі лежить на річці Сіньцзян. На півдні міста лежать пагорби Лунхушань.

### Клімат
Місто знаходиться у зоні, котра характеризується вологим субтропічним кліматом. Найтепліший місяць — липень із середньою температурою 29.5 °C (85.1 °F). Найхолодніший місяць — січень, із середньою температурою 6.7 °С (44.1 °F).
| Клімат Гуйсі            | Клімат Гуйсі | Клімат Гуйсі | Клімат Гуйсі | Клімат Гуйсі | Клімат Гуйсі | Клімат Гуйсі | Клімат Гуйсі | Клімат Гуйсі | Клімат Гуйсі | Клімат Гуйсі | Клімат Гуйсі | Клімат Гуйсі | Клімат Гуйсі |
| Показник                | Січ.         | Лют.         | Бер.         | Квіт.        | Трав.        | Черв.        | Лип.         | Серп.        | Вер.         | Жовт.        | Лист.        | Груд.        | Рік          |
| Середній максимум, °C   | 10,6         | 11,4         | 16           | 22           | 26,4         | 29,3         | 33,5         | 33,2         | 29,5         | 24,4         | 18,4         | 13           | 22,3         |
| Середня температура, °C | 6,7          | 8,1          | 12,6         | 18,4         | 23           | 26,1         | 29,5         | 29,3         | 25,6         | 20,2         | 14,3         | 8,7          | 18,5         |
| Середній мінімум, °C    | 1,9          | 3,6          | 7,8          | 13,5         | 18,3         | 21,5         | 24,2         | 23,6         | 20,4         | 14,7         | 8,7          | 3,2          | 13,5         |
| Норма опадів, мм        | 77.1         | 127.3        | 187.9        | 254.8        | 296.2        | 324.3        | 152.6        | 108.6        | 97.2         | 67.8         | 61.9         | 51.5         | 1807.2       |
| Днів з опадами          | 12,1         | 13,8         | 18           | 18,2         | 18,3         | 16           | 10,4         | 11           | 9,5          | 9,3          | 9,4          | 10,6         | 156,6        |
| Вологість повітря, %    | 76.3         | 79.3         | 80.9         | 80.5         | 79.8         | 81.3         | 74.9         | 74.3         | 76.4         | 75           | 75.5         | 74.3         | 77.4         |
| ----------------------- | ------------ | ------------ | ------------ | ------------ | ------------ | ------------ | ------------ | ------------ | ------------ | ------------ | ------------ | ------------ | ------------ |
| Джерело: Weatherbase    |              |              |              |              |              |              |              |              |              |              |              |              |              |